# Liste d'élections en 1853
Chronologie des élections
- 1849
- 1850
- 1851
- 1852
- 1853
- 1854
- 1855
- 1856
- 1857

Cet article recense les élections organisées durant l'année 1853.

## Élections nationales en 1853
| Date              | État                            | Élection ou référendum         | Contexte | Résultat |
| ----------------- | ------------------------------- | ------------------------------ | -------- | --- |
| 31 janvier        | Maryland (république africaine) | Référendum d'indépendance (en) |          | Cette section est vide, insuffisamment détaillée ou incomplète. Votre aide est la bienvenue ! Comment faire ? |
| 4 février         | Espagne                         | Générales                      |          | Cette section est vide, insuffisamment détaillée ou incomplète. Votre aide est la bienvenue ! Comment faire ? |
| 26 février        | Danemark                        | Législatives (en)              |          | Cette section est vide, insuffisamment détaillée ou incomplète. Votre aide est la bienvenue ! Comment faire ? |
| 1er avril         | Nouvelle-Grenade                | Présidentielle                 |          | Cette section est vide, insuffisamment détaillée ou incomplète. Votre aide est la bienvenue ! Comment faire ? |
| 4 avril           | Costa Rica                      | Présidentielle (en)            |          | Cette section est vide, insuffisamment détaillée ou incomplète. Votre aide est la bienvenue ! Comment faire ? |
| avril             | Mexique                         | Présidentielle (en)            |          | Cette section est vide, insuffisamment détaillée ou incomplète. Votre aide est la bienvenue ! Comment faire ? |
| 1er mai           | Liberia                         | Présidentielle                 |          | Joseph Jenkins Roberts est réélu pour un quatrième mandat                                                     |
| 17 mai            | Pays-Bas                        | 2de Chambre (nl)               |          | Cette section est vide, insuffisamment détaillée ou incomplète. Votre aide est la bienvenue ! Comment faire ? |
| 27 mai            | Danemark                        | Législatives (en)              |          | Cette section est vide, insuffisamment détaillée ou incomplète. Votre aide est la bienvenue ! Comment faire ? |
| mai - 14 novembre | Norvège                         | Législatives (en)              |          | Cette section est vide, insuffisamment détaillée ou incomplète. Votre aide est la bienvenue ! Comment faire ? |
| 12 juillet        | Pays-Bas                        | 1re Chambre (nl)               |          | Cette section est vide, insuffisamment détaillée ou incomplète. Votre aide est la bienvenue ! Comment faire ? |
| septembre         | Grèce                           | Législatives                   |          | Cette section est vide, insuffisamment détaillée ou incomplète. Votre aide est la bienvenue ! Comment faire ? |
| 1er novembre      | Argentine                       | Présidentielle (en)            |          | Cette section est vide, insuffisamment détaillée ou incomplète. Votre aide est la bienvenue ! Comment faire ? |

## Élections en subdivisions nationales en 1853
Cette section concerne les élections législatives dans un État fédéré, une subdivision territoriale ou une colonie d'un État souverain, ainsi que leurs principaux référendums.
| Date                     | Subdivision      | État               | Élection ou référendum | Contexte                                    | Résultat |
| ------------------------ | ---------------- | ------------------ | ---------------------- | ------------------------------------------- | --- |
| 14 juillet - 1er octobre | Nouvelle-Zélande | Empire britannique | Législatives           | Premières législatives en Nouvelle-Zélande. | Cette section est vide, insuffisamment détaillée ou incomplète. Votre aide est la bienvenue ! Comment faire ? |